# بليك هاريسون
بليك هاريسون (بالإنجليزية: Blake Harrison)‏ هو ممثل وراقص إنجليزي ولد في يوم 22 يوليو 1985 في لندن. بدأ التمثيل في سنة 2001 ومثل في أفلام ومسلسلات عديدة مثل مسلسل كيت وكوجي ومسلسل ذا بيل.